# Cliff Allison
Henry Clifford Allison (8 de fevereiro de 1932 — 7 de abril de 2005) foi um automobilista britânico nascido na Inglaterra que participou da Fórmula 1 durante as temporadas de 1958 até 1961 pela Lotus, Scuderia Centro Sud, Ferrari e UDT Laystall.
Durante a prova no GP de Mônaco de 1958, Allison foi obrigado a fazer vários pit stop. Ele terminou com a Lotus na 6ª posição, 12 voltas atrás do vencedor, o francês Maurice Trintignant.
No GP da Bélgica de 1958, Clifford Allison terminou em 4º lugar, marcando seus primeiros 3 pontos, os primeiros pontos também da estreante equipe Lotus.